# Episodi de I Puffi (serie animata 1981) (quarta stagione)
La quarta stagione de I Puffi è stata trasmessa dal 15 settembre al 17 novembre 1984 dal network statunitense NBC con cadenza settimanale con episodi accorpati in triplette da 20 minuti per volta. Il 13 febbraio 1985 è stato mandato in onda per San Valentino l'episodio speciale Puffosamente tua in cui Laconia si sposa.
Entrano in scena nuovi personaggi come il Puffo Litigone (Tuffy Smurf), il Puffo Minatore (Miner Smurf), i Folletti dei Salici (Pussywillow Pixies), i Mostri Rospi (Wartmongers), Mucca Grassa (Bignose, fidanzata di Bue Grasso), l'Uomo della Luna (Man In The Moon, fratello di Madre Natura), i maghi del Castello della Discordia (Selwyn e Tallulah), nonché Begliocchi (Blue Eyes), il cavallino alato che può essere visto solo da Puffetta.
La sigla del 1985 Che bello essere un Puffo è cantata da Cristina D'Avena. Da questa stagione Gargamella è doppiato da Paolo Buglioni.

## Episodi
| nº | Titolo originale                            | Titolo italiano                         | Titolo dell'eventuale seconda parte | Prima TV USA      | Prima TV Italia | Durata |
| -- | ------------------------------------------- | --------------------------------------- | ----------------------------------- | ----------------- | --------------- | ------ |
| 1  | Symbols of Wisdom                           | Il simbolo della saggezza               |                                     | 16 settembre 1984 | -               | 11'    |
| 2  | Blue Eyes Returns                           | Il ritorno di Begliocchi                |                                     | 16 settembre 1984 | -               | 11'    |
| 3  | Secret of the Village Well                  | Il segreto del pozzo del villaggio      |                                     | 16 settembre 1984 | -               | 11'    |
| 4  | Stop and Smurf the Roses                    | Fermati e puffa le rose                 |                                     | 16 settembre 1984 | -               | 11'    |
| 5  | Gingerbread Smurfs                          | I panpuffi pepati                       |                                     | 16 settembre 1984 | -               | 11'    |
| 6  | Jokey's Shadow                              | L'ombra di Burlone                      |                                     | 16 settembre 1984 | -               | 11'    |
| 7  | Jokey's Funny Bone                          | L'osso simpatico di Burlone             |                                     | 23 settembre 1984 | -               | 11'    |
| 8  | Tick Tock Smurfs                            | I Puffi tic-tac                         |                                     | 23 settembre 1984 | -               | 11'    |
| 9  | The Master Smurf                            | Il re dei Puffi                         | puntata unica                       | 23 settembre 1984 | -               | 22'    |
| 10 | Tailor's Magic Needle                       | L'ago magico                            |                                     | 23 settembre 1984 | -               | 11'    |
| 11 | The Traveler                                | Il viandante                            |                                     | 23 settembre 1984 | -               | 11'    |
| 12 | A Pet for Baby Smurf                        | Un cucciolo per Baby Puffo              |                                     | 23 settembre 1984 | -               | 11'    |
| 13 | The Incredible Shrinking Wizard             | Un mago incredibilmente piccolo         | Gargamella diventa Puffo            | 30 settembre 1984 | -               | 22'    |
| 14 | Breakfast at Greedy's                       | A colazione da Golosone                 |                                     | 30 settembre 1984 | -               | 11'    |
| 15 | The Secret of Shadow Swamp                  | Il segreto della palude dell'ombra      |                                     | 30 settembre 1984 | -               | 11'    |
| 16 | The Trojan Smurf                            | Il Puffo di Troia                       |                                     | 30 settembre 1984 | -               | 11'    |
| 17 | Smurf the Other Cheek                       | Puffa l'altra guancia                   |                                     | 30 settembre 1984 | -               | 11'    |
| 18 | A Float Full of Smurfs                      | Un carro pieno di Puffi                 |                                     | 7 ottobre 1984    | -               | 11'    |
| 19 | Smurfette's Sweet Tooth                     | Il tocco puffoso di Puffetta            |                                     | 7 ottobre 1984    | -               | 11'    |
| 20 | Smurf on Wood                               | L'albero dei desideri                   | L'eruzione del vulcano Narciso      | 7 ottobre 1984    | -               | 22'    |
| 21 | The Smurfomatic Smurfolator                 | Il puffrullatore puffomatico            |                                     | 7 ottobre 1984    | -               | 11'    |
| 22 | Petrified Smurfs                            | I Puffi di pietra                       |                                     | 7 ottobre 1984    | -               | 11'    |
| 23 | Papa's Worry Warts                          | Le preoccupazioni di Grande Puffo       |                                     | 14 ottobre 1984   | -               | 11'    |
| 24 | Lazy's Slumber Party                        | La festa sonnacchiosa per Pigrone       |                                     | 14 ottobre 1984   | -               | 11'    |
| 25 | The Pussywillow Pixies                      | I folletti dei salici                   | Prigionieri dei mostri rospi        | 14 ottobre 1984   | -               | 22'    |
| 26 | The Big Nose Dilemma                        | Il dilemma di Mucca Grassa              |                                     | 14 ottobre 1984   | -               | 11'    |
| 27 | The Smurfbox Derby                          | L'invenzione delle puffmobili           |                                     | 14 ottobre 1984   | -               | 11'    |
| 28 | A Circus for Baby                           | Un circo per Baby Puffo                 | Il Baby Puffo proiettile            | 21 ottobre 1984   | -               | 22'    |
| 29 | Babes in Wartland                           | Baby Puffo nella terra dei mostri-rospi |                                     | 21 ottobre 1984   | -               | 11'    |
| 30 | The Smurfwalk Cafe                          | La crema puffa                          |                                     | 21 ottobre 1984   | -               | 11'    |
| 31 | The Smurfiest of Friends                    | Il più puffoso degli amici              |                                     | 21 ottobre 1984   | -               | 11'    |
| 32 | Never Smurf Off 'Til Tomorrow               | Attenti al Pigrone                      | Puffi in mare                       | 21 ottobre 1984   | -               | 22'    |
| 33 | Bigmouth Smurf                              | Bue Grasso diventa Puffo                |                                     | 28 ottobre 1984   | -               | 11'    |
| 34 | Baby's Enchanted Didey                      | Il pannolino incantato                  |                                     | 28 ottobre 1984   | -               | 11'    |
| 35 | The Man in the Moon                         | L'uomo della Luna                       |                                     | 28 ottobre 1984   | -               | 11'    |
| 36 | Smurfette's Golden Tresses                  | Le trecce di Puffetta                   |                                     | 28 ottobre 1984   | -               | 11'    |
| 37 | The Whole Smurf and Nothing but the Smurf   | L'importanza di essere Puffo            |                                     | 28 ottobre 1984   | -               | 11'    |
| 38 | Gargamel's Giant                            | Il gigante di Gargamella                |                                     | 28 ottobre 1984   | -               | 11'    |
| 39 | The Patchwork Bear                          | Il regno di cristallo                   |                                     | 11 novembre 1984  | -               | 11'    |
| 40 | Hefty and the Wheelsmurfer                  | Forzuto e la puffa a rotelle            |                                     | 11 novembre 1984  | -               | 11'    |
| 41 | Hopping Cough Smurfs                        | La tosse salterina                      | La medicina per la tosse            | 11 novembre 1984  | -               | 22'    |
| 42 | The Little Orange Horse with the Gold Shoes | Il cavallino dai ferretti dorati        | puntata unica                       | 11 novembre 1984  | -               | 22'    |
| 43 | Monster Smurfs                              | Puffi mostri                            |                                     | 11 novembre 1984  | -               | 11'    |
| 44 | The Bad Place                               | Incontri ravvicinati del puffo-tipo     |                                     | 11 novembre 1984  | -               | 11'    |
| 45 | Smurfing for Ghosts                         | I Puffi acchiappafantasmi               |                                     | 18 novembre 1984  | -               | 11'    |
| 46 | The Gargoyle of Quarrel Castle              | Il Castello della Discordia             |                                     | 18 novembre 1984  | -               | 11'    |
| 47 | Smurfiplication                             | Puffiplicazione                         |                                     | 18 novembre 1984  | -               | 11'    |
| 48 | Gargamel's Misfortune                       | Il destino di Gargamella                |                                     | 18 novembre 1984  | -               | 11'    |
| 49 | Smurfily Ever After                         | Puffosamente tua - puntata speciale     |                                     | 13 febbraio 1985  | -               | 22'    |

## Il simbolo della saggezza
- Titolo originale: Symbols of Wisdom

### Trama
Quattrocchi si chiede perché nessuno lo ascolti, a differenza di quanto accade a Grande Puffo, così cerca di scoprire cosa gli fornisca la saggezza tanto stimata dagli altri Puffi. Inizialmente si convince che siano gli abiti rossi, così si fa cucire da Sarto dei pantaloni rossi, sperando che tutti lo ascoltino ma invece gli riservano i soliti trattamenti. Allora intuisce che la saggezza del Grande Puffo derivi dal fatto che ha la barba; decide di chiedergli come fa ad avere quella folta barba: Grande Puffo gli dice di aspettare e che "avere pazienza è il segreto del vero saggio". Quattrocchi tenta di invogliare i Puffi ad ascoltarlo indossando una barba finta, ma viene scoperto e deriso; egli tuttavia non si rassegna e pensa di usare una lozione per capelli per farsela crescere. Nel frattempo Gargamella cerca di scoprire cosa ha reso più famosi tutti i grandi maghi del passato e guardando i loro ritratti nota che tutti hanno la barba, così decide di farsela crescere anche lui utilizzando una lozione. La barba del perfido stregone cresce talmente a dismisura che si allunga fino a raggiungere Pufflandia. Alla vista di quella lunga barba i Puffi si chiedono da dove possa provenire e Grande Puffo la segue insieme a tutti gli altri. Arrivati da Gargamella, scoprono che si tratta della sua barba e Grande Puffo decide di liberarlo tramite un fagiolo piccante che esplodendo fa staccare la barba dal suo viso. I Puffi scappano e Gargamella, in collera, li insegue. Essi però riescono ad andare oltre un fiume utilizzando come ponte la lunga barba, mentre il mago, essendo troppo pesante, non ci riesce e cade nel fiume. Giunti al villaggio i Puffi vedono una barba lunga rossa che esce dalla casa di Quattrocchi, che durante la loro assenza ha fatto lo stesso esperimento del mago. Quattrocchi capisce che non è nemmeno la barba ciò che rende saggio il Grande Puffo e quest'ultimo decide di liberarlo con un fagiolo piccante.
Informazioni: In questo episodio appare per la prima volta il Puffo Barbiere, che tornerà anche nella storia Le trecce di Puffetta, sempre in questa stagione. Canta 'O sole mio mentre taglia la barba a Grande Puffo. La voce del personaggio è affidata a Marco Guadagno, doppiatore storico di Quattrocchi, che aggiunge un'inflessione napoletana ai suoi dialoghi.

## Il ritorno di Begliocchi
- Titolo originale: Blue Eyes Returns

### Trama
Con un suo macchinario, Gargamella fa piovere sul villaggio dei Puffi, con lo scopo di annegarli e catturarli. Su suggerimento di Madre Natura, Grande Puffo e gli altri decidono di costruire un'arca, su cui ci salgono. Ben presto anche la casa di Gargamella viene sommersa e lui e Birba devono fuggire su una barca a remi. Il diluvio degenera a tal punto che anche i castelli di Gerardo, Baldassarre, Johan e Solfami si ritrovano sommersi dalla pioggia. Per fortuna arriva sulla terra Begliocchi, che riesce a far smettere di piovere.

## Il segreto del pozzo del villaggio
- Titolo originale: Secret of the Village Well

### Trama
I Puffi fanno colazione da Golosone assaporando le sue tartine. Tontolone trascorre una giornata al pozzo del villaggio ad attendere che un suo desiderio venga esaudito e non rivela ai Puffi cosa desidera. La sera Quattrocchi cerca su un libro di Grande Puffo il segreto del pozzo dei desideri e scopre che per ottenere ciò che si desidera è necessario un penny per la fatina. Nel frattempo anche Gargamella, desideroso di catturare i Puffi, effettua la stessa ricerca di Quattrocchi. Una notte Gargamella si reca al pozzo con un penny, ma lo perde. I Puffi si appropriano della moneta e la portano a Tontolone che la lancia nel pozzo del villaggio ed esprime il desiderio. Quando arriva il Grande Puffo gli spiegano tutto e lui li intima di riconsegnare il penny a Gargamella. Forzuto con lo scafandro da sub viene calato nel pozzo e riprende il penny. I protagonisti decidono di lasciare il penny alla grande quercia, ma vengono distratti da un pozzo scavato dallo stregone, dentro cui egli si nasconde, con lo scopo di catturare i Puffi. Tontolone lancia il penny ed esprime il desiderio, così Gargamella esce e lo rapisce. I Puffi si recano al castello e Burlone lascia sulla porta uno dei suoi pacchi esplosivi per distrarre Gargamella. I Puffi colgono l'occasione per liberare Tontolone e ritornano al villaggio. Tontolone viene esortato a riferire ai suoi amici il desiderio ed alla fine cede, dichiarando di desiderare di poter mangiare le tartine di Golosone anche il pomeriggio. I Puffi gliele tirano in faccia e lui contento le gusta.

## Fermati e puffa le rose
- Titolo originale: Stop and Smurf the Roses

### Trama
I Puffi ricevono una lettera di aiuto da Laconia, la quale avrebbe una farfalla ferita. Grande Puffo e Naturone decidono di andare in loro aiuto. Cloridrite intanto cerca di catturare Laconia piantando un seme di "bocca di leone mangia elfo". Poco dopo Laconia e i due Puffi vengono risucchiati dal fiore e condotti al castello di Cloridrite. Ella si impossessa della bacchetta dell'elfo e la usa per far appassire tutti i fiori, facendo collassare Laconia. Quattrocchi, Vanitoso, Puffetta e Burlone scoprono tutto e chiedono aiuto agli insetti, che si mettono a inseguire Cloridrite. I protagonisti fuggono e Naturone usa la bacchetta di Laconia per riportare in vita i fiori, facendo risvegliare l'elfo, che ringrazia i Puffi.

## I panpuffi pepati
- Titolo originale: The Gingerbread Smurfs

### Trama
Dopo un litigio, Golosone e Quattrocchi si sfidano a chi cucina la miglior torta al pan di zenzero (pampepato nel doppiaggio italiano). Quattrocchi però non riesce a preparare la torta e decide di barare: consultando le formule magiche di Grande Puffo, che si trova da Omnibus, genera un Puffo di pan di zenzero. Dopo la cottura, dal forno fuoriescono numerosi "panpuffi", che iniziano a invadere la casa e poi il villaggio. Quando Grande Puffo ritorna, rimprovera Quattrocchi e sistema il guaio.

## L'ombra di Burlone
- Titolo originale: Jokey's Shadow

### Trama
Mentre nevica, Grande Puffo viene convocato da Madre Natura, la quale è raffreddata e gli dà una boccetta di polline, da gettare sugli alberi il giorno dopo, prima che il Sole tramonti. Burlone però, mentre prepara un pacco esplosivo, rovescia accidentalmente la boccetta, spargendo il polline sulla sua ombra. L'ombra inizia a prendere vita e a fare scherzi a tutti i Puffi del villaggio. Grande Puffo intanto realizza che la bottiglia è vuota e torna al villaggio, mentre i Puffi inseguono l'ombra di Burlone. Alla fine Burlone fa cadere un sasso sulla sua ombra e i protagonisti, strofinandola su un albero, lo cospargono di polline.

## L'osso simpatico di Burlone
- Titolo originale: Jokey's Funny Bone

### Trama
Vanitoso si frattura un dito e viene ricoverato a casa di Grande Puffo. I Puffi prestano tantissima attenzione al loro amico ferito e ignorano Burlone, che vorrebbe regalare loro dei pacchi esplosivi. Burlone decide allora di fingere un incidente, facendo credere loro di essersi rotto "l'osso simpatico". Ciò però gli si ritorce contro: dal momento che Grande Puffo non c'è, Quattrocchi lo sottopone a una serie di torture nel tentativo di "guarirlo". Quando Grande Puffo ritorna, Burlone ammette la farsa, ma i suoi amici non se la prendono.

## I Puffi tic-tac
- Titolo originale: Tick Tock Smurfs

### Trama
Baby Puffo, Inventore e Forzuto si divertono su un'altalena e Quattrocchi afferma che "il tempo non va sprecato". Inventore fabbrica quindi un "puffatempo" (ossia un orologio a pendolo). Quattrocchi vorrebbe costruire una tabella di marcia per ogni Puffo, per evitare che essi perdano tempo; Grande Puffo acconsente e afferma che nei tre giorni successivi i Puffi dovranno attenersi. Le tabelle di marcia si rivelano molto fitte di incarichi e il tutto è estenuante: Inventore, Contadino, Pittore, Pigrone e Puffetta decidono pertanto di sabotare il puffatempo, accelerandone il meccanismo. Il giorno dopo, a causa dell'invenzione manomessa, Golosone dimentica di spegnere un fornello e Forzuto non finisce di abbattere un albero. Inoltre, alla "festa della torta bizzarra", Grande Puffo non fa in tempo a fare niente. Subito dopo, a causa del fornello acceso, le case di Golosone e di Quattrocchi vanno a fuoco e inoltre cade l'albero sul villaggio. Dopo che l'incendio è stato estinto, Grande Puffo spiega a Quattrocchi che i Puffi hanno bisogno anche di momenti di svago e decide di regalare l'invenzione a Padre Tempo.

## Il re dei Puffi
- Titolo originale: The Master Smurf

### Trama
A Pufflandia, Golosone serve il pranzo a tutti, dopodiché va in miniera, dove trova Minatore che sta ancora lavorando. In quel momento i due Puffi trovano una corona e vorrebbero consegnarla a Grande Puffo, che però è da Madre Natura. Dopo averla affidata a Golosone, Minatore si reca da Madre Natura, la quale spiega che la corona è magica e ha il potere di farsi ubbidire da chiunque la indossi; inoltre da qualche parte nella foresta se ne trova un'altra. Intanto Golosone non resiste ed indossa la corona. Inizia a comandare i Puffi, si proclama sovrano del villaggio e ordina agli altri di costruirgli un monumento. Grande Puffo, Quattrocchi, Puffetta e Tontolone (scampati a Golosone) si recano da Madre Natura, che dice loro di trovare la seconda corona e, prima di indossarla, di pronunciare una formula magica, per non diventare malvagi. I quattro Puffi partono alla ricerca della corona; una volta trovata, Grande Puffo la indossa e pronuncia la formula magica. Golosone e Grande Puffo iniziano a scontrarsi, finché quest'ultimo con un espediente fa cadere la corona magica a Golosone, che perde i poteri, facendo tornare tutti i Puffi come prima.

## L'ago magico
- Titolo originale: Tailor's Magic Needle

### Trama
Sarto è alle prese con i nuovi abiti che gli sono stati ordinati dai Puffi del villaggio, ma a un certo punto comincia a essere molto stanco. Interviene Quattrocchi che lo convince a seguirlo nel laboratorio di Grande Puffo, approfittando della sua assenza, e trovano un libro di magie con su scritto una formula per rendere magico l'ago e velocizzare il lavoro di Sarto. Egli viene facilitato, ma i Puffi, impazienti di aspettare Sarto per cucire i loro abiti rotti, fanno fare il suo lavoro all'ago magico. Sarto tenta di sfidare l'ago magico in velocità, ma Quattrocchi pronuncia la formula e l'ago cuce centinaia di abiti mentre Sarto riesce a farne uno solo. Sarto rimane deluso ma si rivaluta quando si accorge che i pannolini cuciti dall'ago magico danno fastidio a Baby Puffo, lui gli mette uno dei pannolini cuciti manualmente e il piccolo è felice. Sarto cerca di annullare la magia sull'ago pronunciando la formula iniziale al contrario, ma ciò ha un influsso negativo sull'ago, che inizia a pungere i Puffi in modo incontrollato. Fortunatamente Grande Puffo ritorna, ma viene inseguito dall'ago magico e i Puffi gli spiegano la situazione. Purtroppo però l'ago sta perforando la diga, provocando un'inondazione. Grazie all'aiuto di un panno rosso, Sarto attira l'ago magico dentro ad un pagliaio; il fieno gli fa perdere i poteri facendolo tornare un ago normale. Sarto allestisce una sfilata con gli abiti creati da lui e tutti i Puffi apprezzano il suo lavoro.

## Il viandante
- Titolo originale: The Traveler

### Trama
Lo spirito del drago cinese provoca una tempesta di vento a Pufflandia. Grande Puffo legge su un libro che lo spirito del drago cinese potrà riposare in pace solo quando gli occhi della sua statua verranno rimessi a posto da un mago conosciuto come "il viandante". Grande Puffo, Puffetta, Golosone, Quattrocchi, Stonato, Contadino e Tontolone incontrano il viandante, quando arrivano due briganti, intenzionati a catturare il mago per impossessarsi degli occhi del drago (due pietre preziose). I Puffi riescono a impedire per due volte che i malfattori assalgano il viandante. Quando il camminatore arriva alla tomba di Pan Xiang Chao si accorge dei Puffi e spiega loro di essere venuto per liberare lo spirito del drago: la creatura era di guardia alla tomba di Pan Xiang Chao e venne maledetta dai maghi cattivi, condannandola a vagare finché gli occhi statua non fossero stati messi a posto. I Puffi riescono a rimettere gli occhi a posto e, una volta fuori, il viandante blocca l'accesso alla tomba, per poi ringraziare i "piccoli gnomi".

## Un cucciolo per Baby Puffo
- Titolo originale: A Pet for Baby Smurf

### Trama
Grande Puffo legge ai Puffi una storia su un topo inseguito da un gatto. Ciò fa venir voglia ai Puffi di possedere un animale: decidono pertanto di organizzare una spedizione a caccia di cuccioli, per poter organizzare una mostra. Nel frattempo Gargamella fa mangiare a Birba alcune torte, che la tramutano in una maialina, in una mucca, in una gallina e in una creatura rosa simile a un extraterrestre. Durante la spedizione, Tontolone e Baby Puffo si imbattono nell'animaletto rosa e, ignari della sua identità, lo portano al villaggio. Durante l'esibizione, la creatura si trasforma in un mostro su ordine di Gargamella, ma Baby Puffo riesce a fermarla. In seguito Burlone consegna a Gargamella un pacco esplosivo contenente Birba.

## Un mago incredibilmente piccolo
- Titolo originale: The Incredible Shrinking Wizard

### Trama
Naturone avverte Grande Puffo che i pesci del Fiume Puffo si comportano in modo strano. I due, insieme a Puffetta e Inventore, vanno a controllare e scoprono che ciò è dovuto a un "inquinamento magico". Mentre Naturone porta i pesci al sicuro e Inventore costruisce una diga per evitare che l'inquinamento dilaghi, Puffetta e Grande Puffo risalgono la sorgente di inquinamento e scoprono che proviene dallo stagno di Gargamella, in cui il mago ha gettato i rifiuti dei suoi esperimenti. Poco dopo Gargamella cade nello stagno e in seguito continua a rimpicciolirsi, diventando anche più piccolo dei Puffi; decide di andare al villaggio per poter tornare a dimensione umana. Nel frattempo Grande Puffo, dopo aver depurato il fiume e lo stagno con una soluzione magica, incontra Gargamella, che lo supplica di farlo tornare alle sue normali dimensioni. Grande Puffo spiega allo stregone che, a causa della caduta nello stagno, ogni volta che fa una cattiva azione si rimpicciolisce e ogni volta che compie qualcosa di buono aumenta di dimensioni. Per aiutarlo a compiere buone azioni, il capo dei Puffi decide di far passare a Gargamella un po' di tempo nel villaggio. Qui Gargamella cerca in diversi frangenti di aiutare i Puffi, ma gli esiti non sono quelli sperati, finché aiuta Inventore a sollevare un'asse di legno, sotto cui il Puffo è intrappolato, e diventa momentaneamente gigantesco, distruggendo la casa; Grande Puffo decide di esiliarlo nella foresta. Il giorno dopo i Puffi vanno a nuotare, quando Birba attacca Baby Puffo; Gargamella, arrivato sul posto, salva il piccolo dalla gatta, riuscendo a tornare alle sue dimensioni originali.

## A colazione da Golosone
- Titolo originale: Breakfast at Greedy's

### Trama
Golosone prepara le frittelle, ma mette troppe piume e le frittelle iniziano a volare, causando lo stesso effetto anche nei Puffi che le mangiano. Nel frattempo la madre di Gargamella fa visita al figlio e lo rimprovera perché non è mai riuscito a catturare un Puffo. Più tardi il malvagio stregone vede i Puffi volanti e, dopo aver rubato la merce di un venditore ambulante, inizia a inseguirli determinato a catturarli, ma ogni tentativo si rivela vano. I Puffi alla fine riescono a scendere a terra grazie a delle nuove frittelle preparate da Tontolone.

## Il segreto della palude dell'ombra
- Titolo originale: The Secret of Shadow Swamp
- Titoli ulteriori: Riedizione in DVD Una festa per Brontolone

### Trama
I Puffi allestiscono una festa per il compleanno di Brontolone, ma egli non vuole partecipare e si allontana verso la palude dell'ombra, una zona pericolosa della foresta. Grande Puffo, Puffetta, Burlone, Giardiniere e Sarto decidono di andare a cercarlo. Brontolone intanto incontra il folletto della palude, in cerca della "cascata incantata", e decide di unirsi a lui. I due arrivano alla "radura incantata", ma poco dopo decidono di andarsene, rischiando di finire in un mulinello. Vengono salvati dal mostro della palude, dove incontrano gli altri Puffi. Infine il folletto e il mostro rimangono alla palude, mentre i Puffi tornano al villaggio e festeggiano.

## Il Puffo di Troia
- Titolo originale: The Trojan Smurf

### Trama
Dopo aver cercato senza successo di catturare i Puffi con un aspirapolvere e abbattendo un albero, Gargamella decide di creare un sosia gigante di Grande Puffo, dentro cui il mago e Birba si nascondono. I Puffi vedono la "statua" e cercano di portarla al villaggio, ma cade in un fiume e viene trovata da Bue Grasso, che crede sia un giocattolo. In seguito la statua arriva al villaggio, ma dal suo interno escono Gargamella e Birba, che iniziano a catturare i Puffi. Essi però riescono ad avere la meglio.

## Puffa l'altra guancia
- Titolo originale: Smurf the Other Cheek

### Trama
Dopo che Burlone e Quattrocchi si sono dati un calcio a vicenda, Grande Puffo ordina ai Puffi di non tirare più pedate, per nessun motivo. Forzuto intanto incontra una strega, la quale gli chiede di darle un calcio, che permetterebbe a una macchia sul naso della fattucchiera di sparire. Il Puffo esegue, ma così facendo la macchia passa sul naso di Forzuto. Inventore decide di fabbricare un macchinario per dare i calci indirettamente: Forzuto viene colpito dall'aggeggio, ma la macchia passa sul naso di Inventore, che manovrava la macchina. Forzuto però si sente in colpa e, per riprendersi la macchia, tira una pedata a Inventore. Grande Puffo decide di calciare Inventore, ricevendo la macchia sul naso; egli decide di lasciare il villaggio per restituire la macchia alla strega. Incontrata la fattucchiera, il capo dei Puffi decide di darle un bacio, facendo sparire la macchia.

## Un carro pieno di Puffi
- Titolo originale: A Float Full of Smurfs

### Trama
Durante i preparativi del carnevale d'autunno dei Puffi, Tontolone e Naturone cercano un coniglio che traini il carro, trovandone una famiglia, che decidono di invitare alla festa. Poco dopo Tontolone incontra Gargamella travestito da coniglio e, ignaro della sua identità, gli chiede di trainare il carro, cosa che lo stregone accetta. Il giorno dopo, alla partenza del carro, Gargamella ne approfitta per fuggire col carro con i Puffi. Per fortuna Naturone, chiede aiuto a quattro lupi, che inseguono Gargamella fino alla sua abitazione. Subito dopo si svolgono i festeggiamenti e il carro viene trainato dalla famiglia di conigli incontrata prima.

## Il tocco puffoso di Puffetta
- Titolo originale: Smurfette's Sweet Tooth

### Trama
Come ogni anno Golosone prepara le "puffbacche candite" per tutti i Puffi. Puffetta le divora tutte subito e la sua coscienza diabolica le suggerisce di pronunciare una formula magica che tramuta tutto quello che si tocca in puffbacche candite. Presto il tocco diventa un pericolo: Puffetta tramuta in puffbacche anche la sua casa e Quattrocchi, così decide di lasciare il villaggio. Viene però inseguita da Gargamella, ma Puffetta, grazie al suo tocco, riesce ad avere la meglio. Al villaggio, Puffetta e Quattrocchi vengono curati con un antidoto.

## L'albero dei desideri
- Titolo originale: Smurf on Wood

### Trama
Gargamella vuole far venire la varicella ai Puffi, ma si accorge di aver finito i peli di pipistrello e va a procurarsene altri. Lungo la strada una carrozza lo fa cadere in una pozzanghera e, per scusarsi, il passeggero del cocchio gli regala una moneta d'oro. Al mercato Esmeralda, ingannando il mago, lo convince ad acquistare il "rospo della fortuna" in cambio della moneta. Intanto Tontolone scopre casualmente che, lanciando una pietra all'interno dell'"albero dei desideri" ed esprimendo un desiderio, esso si avvererà. I Puffi esprimono i loro desideri, finché Grande Puffo ordina loro di smettere; per dimostrare loro che si tratta di coincidenze desidera diventare un rospo e non succede niente. Nel frattempo Sarto prepara un nuovo cappello per Grande Puffo, che il rospo comprato da Gargamella si infila accidentalmente; i Puffi credono quindi che il loro capo si sia trasformato in un anfibio, mentre il vero Grande Puffo è da Omnibus. Poco dopo il rospo fugge e viene ripreso da Gargamella; fraintendendo l'accaduto i Puffi si recano al castello dello stregone, ma egli li intrappola in una gabbia. Mentre Gargamella si appresta a mangiare i Puffi, un vulcano erutta; i protagonisti approfittano quindi della confusione per tornare al villaggio. Poco dopo arriva Grande Puffo, che spiega ai suoi amici l'equivoco.

## Il puffrullatore puffomatico
- Titolo originale: The Smurfomatic Smurfolator

### Trama
Ispirato da un sogno, Inventore decide di fabbricare un "puffrullatore puffomatico"; nel costruirlo però ruba la molla di un attrezzo ginnico di Forzuto, la chiavetta della carriola di Contadino e il tubo della stufa di Golosone. Nel frattempo Gargamella cerca di eliminare i Puffi piantando dei semi che, quando innaffiati, cresceranno a dismisura. Forzuto, Contadino e Golosone si arrabbiano con Inventore per le sue azioni, quando si mette a piovere, facendo germogliare i semi e crescere le piante a dismisura. Finita la pioggia il puffrullatore si rivela utile per tagliare le piante.

## I Puffi di pietra
- Titolo originale: Petrified Smurfs

### Trama
Quattrocchi pronuncia la formula magica di un pericoloso incantesimo in grado di trasformare in pietra ciò che si tocca. Subito la penna che Quattrocchi ha in mano diventa di pietra; inavvertitamente gli cade a terra e si rompe pietrificando così l'intero villaggio; Grande Puffo si avvicina al poster che rappresenta il Castello della Discordia e lo indica accennando che lì si può trovare il controincantesimo. Nel frattempo Solfami cerca di abbattere un albero, che diventa di pietra. Sapendo che Pufflandia è nelle vicinanze, Solfami vi si reca per assicurarsi che i suoi abitanti non siano in pericolo, ma si accorge che sono trasformati tutti quanti in pietra. Notando Grande Puffo che indica il Castello della Discordia, il ragazzo ci va e chiede aiuto agli abitanti, che litigano continuamente. Alla fine, dopo che un fantasma gli indica la biblioteca, trova il libro degli incantesimi con la formula per salvare il villaggio pietrificato, e convince gli abitanti del castello a pronunciare la formula magica: l'incantesimo si rompe e tutto torna alla normalità.

## Le preoccupazioni di Grande Puffo
- Titolo originale: Papa's Worry Warts

### Trama
Dopo una notte insonne, Grande Puffo riceve una serie di richieste dei suoi amici, contraendo poco dopo il "terribile morbo delle preoccupazioni". Leggendo un libro di incantesimi, Quattrocchi scopre che, per guarire, Grande Puffo deve toccare il corno di un mostro-rospo. Grande Puffo, Quattrocchi e Tontolone chiedono a dei folletti di catturare i mostri-rospi e, all'inizio titubanti, accettano. Nonostante il piano sembri fallire, i folletti riescono a catturare un mostriciattolo e Grande Puffo guarisce.

## La festa sonnacchiosa per Pigrone
- Titolo originale: Lazy's Slumber Party

### Trama
Pigrone rientra a casa dopo aver trascorso una giornata a dormire mentre gli altri Puffi lavoravano duramente, ma quando apre la porta vi trova i Puffi che decidono di fare una festa per lui per cercare di tenerlo sveglio. Ciononostante Pigrone cerca in vari modi di dormire. A un certo punto i Puffi chiedono a Litigone se ha paura di Bue Grasso, ma lui afferma di non temerlo, così gli propongono di affrontarlo tingendogli le unghie dei piedi. I Puffi si recano così a casa di Bue Grasso, dove lo trovano addormentato; gli tolgono le coperte mentre Pittore mescola i colori e Sarto gli taglia i calzettoni. Dopo che Litigone ha tinto le unghie al gigante, egli si sveglia e scopre i Puffi; trovandosi le unghie dipinte si infuria e decide di fare dei Puffi una marmellata per Mucca Grassa, invitata a fare colazione da lui la mattina dopo. Pigrone si dirige verso il villaggio per chiedere aiuto ai Puffi rimasti a casa per salvare i suoi amici. La mattina seguente Bue Grasso inizia a preparare la marmellata di Puffi e Mucca Grassa arriva. Pigrone intanto raggiunge Golosone, Vanitoso e Stonato e chiede loro aiuto e questi partono immediatamente. Nel frattempo Mucca Grassa nota le unghie dipinte di Bue Grasso e desidera che vengano dipinte anche le sue: Pittore la accontenta, mentre Pigrone, Golosone, Vanitoso e Stonato arrivano a casa del gigante. Egli decide di lasciare andare i Puffi per restare tranquillo con la sua amata. Dopo essere tornati tutti al villaggio, Pigrone entra in casa sperando di poter dormire ma ritrova i Puffi che decidono di rifargli un'altra festa, così lui fugge terrorizzato.

## I folletti dei salici
- Titolo originale: The Pussywillow Pixies

### Trama
Tontolone, mentre fugge da Birba, si ritrova vicino ai mostri-rospi. Essi, tramite degli spara bolle di sapone, riescono a catturare i folletti dei salici, tranne Nuvoletta. Quattrocchi assiste alla scena e avverte Grande Puffo, che decide di organizzare una spedizione per salvarlo. Nel frattempo i mostri portano i folletti al cospetto del re, che ordina ai suoi sottoposti di rinchiudere le creature magiche in prigione. Tontolone intanto cerca di convincere Nuvoletta a fidarsi di lui e insieme vanno a salvare i folletti dai mostri; poco dopo incontrano la folletta Rougy, nel frattempo evasa. In quel frangente i tre vengono imprigionati dai mostri-rospi, ma Forzuto, giunto sul posto, libera i prigionieri, mentre i Puffi prendono gli sparabolle e catturano i mostriciattoli. Mentre il re ordina che siano tagliate le ali dei folletti, i protagonisti arrivano al castello e vengono imprigionati, ma con un travestimento riescono a evadere e a salvare i folletti.

## Il dilemma di Mucca Grassa
- Titolo originale: The Big Nose Dilemma

### Trama
Vanitoso vorrebbe avere un naso diverso: dopo aver chiesto invano a Grande Puffo un incantesimo per cambiarlo, scopre che Mucca Grassa si recherà da un mago per avere un naso più piccolo e decide di seguirla. Apprende presto che il mago in questione è Gargamella e fugge dalla sua dimora. Quest'ultimo intanto usa una magia per far scambiare il suo naso con quello di Mucca Grassa la mattina seguente. Vanitoso poco dopo legge sul libro di magie di Gargamella un incantesimo per cambiare naso, trovandosene la mattina dopo uno con pietre preziose, venendo però deriso dagli altri Puffi. Grande Puffo gli spiega che solo la magia originale potrà ripristinare il vecchio naso, così Vanitoso si reca a casa dello stregone nel tentativo di tornare come prima, ma egli lo cattura; l'azione è interrotta da Mucca Grassa, che vorrebbe avere il suo naso originale. Vanitoso torna a Pufflandia col naso ridicolo e, mentre dorme, Grande Puffo gli fa tornare il naso come prima: egli voleva semplicemente dare una lezione a Vanitoso, il quale la mattina dopo si accetta così com'è.

## L'invenzione delle puffmobili
- Titolo originale: The Smurfbox Derby

### Trama
Inventore decide di creare le "puffmobili" per i suoi amici. Ben presto i Puffi fanno un incidente e Quattrocchi è costretto a stabilire una sorta di codice della strada. A un certo punto Quattrocchi propone una gara con le puffomobili dal Monte Puffo al villaggio; i protagonisti accettano. Gargamella intanto costruisce una "schiaccia-Puffi", alimentata da Bue Grasso costretto a correre su un tapis roulant. Durante la corsa, Sognatore vede Gargamella e frena, provocando un tamponamento a catena, dopodiché i Puffi manomettono lo schiaccia-Puffi, che si mette a inseguire lo stregone. Grande Puffo abolisce quindi le puffmobili.

## Un circo per Baby Puffo
- Titolo originale: A Circus for Baby

### Trama
Nella foresta, Baby Puffo incontra un elefante di un circo e i due diventano subito amici, ma il proprietario del circo porta l'animale al castello di Baldassarre. Per rallegrare il piccolo, i Puffi decidono di creare un circo. Quando però Forzuto si allena per fare l'equilibrista sulla corda, Quattrocchi combina un guaio e a causa di questo avvenimento Forzuto comincia a soffrire di vertigini. La sera dell'inaugurazione del circo, Forzuto non ha più il coraggio di camminare sul filo. Nel frattempo Inventore aveva costruito un cannone, ma per errore ci entra Baby Puffo, che viene sparato al castello di Baldassare, il quale vuole utilizzarlo per degli esperimenti. I Puffi vanno a salvarlo: una volta entrati nel castello del perfido mago, Forzuto deve raggiungerlo camminando su un cavo sospeso, ma cade e, malgrado riesca a portare Baby Puffo su una trave, viene catturato da Baldassarre, cosa che poco dopo succede anche agli altri. Sentendo il pianto di Baby Puffo, l'elefante irrompe nella stanza di Baldassarre, che lo butta fuori dal castello, dopodiché il pachiderma riporta i Puffi al villaggio.

## Baby Puffo nella terra dei mostri-rospi
- Titolo originale: Babes in Wartland

### Trama
Mentre Tontolone e Baby Puffo giocano a nascondino, arriva sul posto Bue Grasso; le vibrazioni dei passi del gigante fanno sì che la cesta in cui Baby Puffo si nasconde cada in un fiume e che la corrente trasporti il piccolo nella terra dei folletti dei salici. Essi lo trovano e decidono di occuparsene fino all'arrivo dei Puffi. Nel frattempo i mostri-rospi arrivano sul posto e catturano i folletti, tranne Rougy che era fuggita, insieme a Baby Puffo. Rougy poco dopo apprende della cattura e va a salvare i suoi amici. Nel frattempo Grande Puffo, Tontolone, Golosone e Stonato vanno alla ricerca di Baby Puffo e lo ritrovano insieme ai folletti.

## La crema puffa
- Titolo originale: The Smurfwalk Cafe

### Trama
È estate: Inventore costruisce un "puffatore di aria fredda", per mantenere fresche le case. In quel frangente entra in casa Golosone con la crema di puffragole, ma scivola e la crema cade nell'invenzione: mescolati insieme crema e ghiaccio, si genera la "crema puffa", ossia il gelato. I due aprono una gelateria, ma si mettono a litigare su chi ha avuto l'idea della crema puffa e smantellano il negozio, per poi dividersi. Ognuno apre una gelateria, ma non hanno successo: la crema di Inventore ha il sapore di segatura, quella di Golosone ha la consistenza di una minestra. In seguito i due vanno in montagna per procurarsi del ghiaccio e Golosone viene travolto da una valanga. Dopo che Inventore e lo yeti lo hanno salvato, i due Puffi decidono di accantonare le divergenze e di darsi di nuovo in affari.

## Il più puffoso degli amici
- Titolo originale: The Smurfiest of Friends

### Trama
Quattrocchi si accorge che gli altri Puffi cercano di evitarlo e lo deridono, quindi decide di abbandonare il villaggio e trasferirsi nella foresta vicino alla grande quercia. Qui incontra Buddy, un folletto amichevole, che lo conduce a casa sua. Tontolone intanto cerca di scoprire dove sia finito il suo amico. Il folletto in seguito si scopre malvagio e costringe Quattrocchi ad agire come forza motrice di un macchinario. Tontolone trova la casa di Buddy e aiuta Quattrocchi, mentre Birba, che passava nelle vicinanze, li trova e cerca di catturarli. I due Puffi riescono a fuggire e a tornare al villaggio, mentre Birba insegue Buddy.

## Attenti al Pigrone
- Titolo originale: Never Smurf Off 'Til Tomorrow

### Trama
Sta per arrivare un uragano e i Puffi si occupano di mettere in sicurezza il villaggio, ma Pigrone, il cui compito è bloccare le pale del mulino, fallisce nell'intento e, dopo aver preso un colpo in testa, si addormenta. Arriva la tempesta e Inventore è costretto a chiedere aiuto a Forzuto, Giardiniere, Puffetta e Quattrocchi. Mentre tutti insieme cercano di fermare le pale, il mulino inizia a prendere il volo e atterra dentro un vulcano situato su un'isola in mezzo all'oceano. Mentre Pigrone, Inventore, Forzuto, Giardiniere, Puffetta e Quattrocchi costruiscono una macchina volante per uscire dal vulcano e tornare a casa, alcuni Puffi rimasti al villaggio riparano la nave (danneggiata dal forte vento) e vanno alla ricerca dei loro amici dispersi. Nel frattempo i sei Puffi riescono a uscire dal vulcano prima che erutti, ma la macchina volante atterra in mezzo all'oceano e il gruppo si ritrova a galleggiare su delle assi di legno. In quel frangente i Puffi capiscono che in realtà Pigrone non si è addormentato al mulino e gli chiedono scusa. Subito dopo arriva sul posto la nave e tutti ritornano al villaggio, dove viene costruito un nuovo mulino a vento.

## Bue Grasso diventa Puffo
- Titolo originale: Bigmouth Smurf

### Trama
Gargamella si scontra con Bue Grasso nella foresta e gli viene in mente un piano: trasformarlo in Puffo con l'aiuto di una formula magica e farsi dire l'ubicazione del villaggio dei Puffi. L'orco, trasformato in un Puffo gigante, incontra Quattrocchi e Tontolone nella foresta e non sapendo cosa fare conducono Bue Grasso al villaggio. Mentre Grande Puffo prova a risolvere la situazione, il gigante blu combina guai al villaggio per via della sua mole. Più tardi Bue Grasso vorrebbe dormire; non avendo una casa, quella notte i Puffi ne costruiscono una comunicante col maniero di Gargamella. Al mattino Bue Grasso vede Gargamella in quello che crede sia il suo letto e quindi lo butta fuori dalla casa.

## Il pannolino incantato
- Titolo originale: Baby's Enchanted Didey
- Titoli ulteriori: Riedizione in DVD Baby Puffo e il tappeto magico

### Trama
Gargamella riceve un regalo dalla madre con dentro una polvere magica che permette di far volare i tappeti; lo stregone la prova subito con la sua coperta, ma cade in un fiume. Nel frattempo Quattrocchi trova un pezzo della coperta di Gargamella e lo porta al villaggio; Sarto decide di fabbricarne un pannolino per Baby Puffo, il quale inizia a prendere il volo. I Puffi sono costretti a inseguirlo per fermarlo, ma non ci riescono. Dopo essere stato quasi catturato da Gargamella, Baby Puffo ritorna al villaggio, per la gioia di tutti.

## L'uomo della Luna
- Titolo originale: The Man in the Moon

### Trama
Harold, l'uomo della Luna, fratello di Madre Natura, ha il raffreddore e vuole starsene a letto. Così facendo la Luna non è visibile dalla Terra e ciò causa problemi a Gargamella con un incantesimo e ai Puffi, i quali non possono celebrare la festa della Luna piena. Credendo di non essere apprezzato, l'uomo della Luna decide di andarsene dal satellite. Grande Puffo va a parlare con Madre Natura, che, ignara della partenza del fratello, affida all'anziano Puffo il compito di andare sulla Luna per parlare con Harold; Grande Puffo decide di mandare al suo posto Golosone, Inventore, Vanitoso e Puffetta. Nel frattempo Harold arriva sulla Terra e incontra Sognatore, che lo conduce al villaggio; scopre così che i Puffi vogliono celebrare una festa in suo onore e lo convincono a tornare sulla Luna. I Puffi possono finalmente festeggiare.

## Le trecce di Puffetta
- Titolo originale: Smurfette's Golden Tresses

### Trama
Barbiere sta tagliando la barba di Grande Puffo, quando all'improvviso Puffetta si sente triste perché è l'unica femmina del villaggio. Intanto Agata e Lucertolone (Lizardo), il suo amato, vanno a fare un picnic, quando la strega perde la parrucca e il fidanzato se ne va. Agata vuole riconquistarlo facendosi crescere dei capelli biondi, come quelli di Puffetta; per farlo ha bisogno di catturarla e crea un fiore magico che incollerà chi lo tocca. Puffetta cade nella trappola e Agata la conduce al suo castello; Poeta assiste alla scena e avverte gli altri Puffi, che vanno a salvarla. Nel frattempo Agata chiude Puffetta in una teca e la obbliga a tagliarsi i capelli, dopodiché abbandona il castello, per procurarsi la pulce di un cane. Arrivati al maniero, Barbiere taglia i peli di un tappeto di pelle d'orso, dopodiché Grande Puffo li tinge di giallo. Agata ritorna e, scambiando i peli dell'orso per i capelli di Puffetta, li usa per l'incantesimo. Così facendo la strega si ritrova con la testa talmente piena di peli da averne anche davanti agli occhi. I Puffi ne approfittano per scappare.

## L'importanza di essere Puffo
- Titolo originale: The Whole Smurf and Nothing but the Smurf

### Trama
Gargamella cattura Puffetta e intende somministrarle il "tonico della verità" affinché riveli la posizione di Pufflandia. A causa di un incidente finisce però per darle la "tisana delle bugie". Subito dopo Puffetta afferma che il tesoro segreto dei Puffi si trova vicino alla grande quercia, così il malvagio stregone si precipita lì e Puffetta torna al villaggio. Qui, a causa dell'incantesimo, provoca una serie di problemi al villaggio; Grande Puffo scopre l'accaduto e prepara un antidoto. Nel frattempo Gargamella, cercando nell'albero, si sporca di miele, dopodiché cattura Quattrocchi, Puffetta, Golosone, Contadino, Inventore e Pittore. Al maniero, il mago si accorge dell'errore, ma Grande Puffo fa sì che Gargamella dia a Puffetta l'antidoto. Poco dopo un orso insegue lo stregone attratto dal miele, mentre i Puffi tornano a casa.

## Il gigante di Gargamella
- Titolo originale: Gargamel's Giant

### Trama
Gargamella crea un gigante di terra e intende dargli vita con un incantesimo. I Puffi lo scoprono e avvertono Grande Puffo. Intanto lo stregone dà vita al gigante e insieme vanno a caccia di Puffi. A Pufflandia, però, il gigante si rifiuta di schiacciare i suoi abitanti: egli, a causa di un errore di Gargamella, è di indole buona.

## Il regno di cristallo
- Titolo originale: The Patchwork Bear

### Trama
Il Fiume Puffo è in secca; risalendolo fino alla sorgente Grande Puffo, Puffetta, Inventore, Sarto, Quattrocchi e Tontolone giungono a una caverna ghiacciata, dove sentono dei lamenti provenenti da un orsacchiotto di pezza. Esso si chiama Papezzo e custodiva la principessa Smeralda del regno di cristallo. Crackle ha imprigionato la principessa e ha ghiacciato il regno con un cristallo magico. Il gruppo arriva al palazzo, ma i Puffi vengono catturati e Crackle vuole ghiacciarli. In quel momento Papezzo rompe il cristallo, facendo tornare tutto come prima. La principessa esilia Crackle, per poi congratularsi con Papezzo e i Puffi.

## Forzuto e la puffa a rotelle
- Titolo originale: Hefty and the Wheelsmurfer

### Trama
Forzuto si rompe una gamba e, per consentirgli di muoversi, Inventore fabbrica per lui una "puffa a rotelle"; inizialmente riluttante, Forzuto decide di usarla per potersi muovere. Gargamella intanto ipnotizza un boa con un pungi, riuscendo a catturare Grande Puffo, Puffetta, Stonato, Inventore e Quattrocchi. Forzuto si fa inseguire dal serpente: dopo essere riuscito a liberare gli amici, lo ipnotizza suonando la trombetta della puffa a rotelle e gli ordina di inseguire Gargamella. Grande Puffo si congratula con Forzuto, che a sua volta ringrazia Inventore.

## La tosse salterina
- Titolo originale: Hopping Cough Smurfs

### Trama
Gargamella prepara il virus della "tosse salterina" e spruzza la pozione vicino a Pufflandia. Baby Puffo viene infettato e Grande Puffo ordina ai suoi amici di andare a cercare gli ingredienti necessari per la cura. Minatore, Vanitoso e Contadino vanno a procurarsi la muffa penicillina, Inventore, Puffetta e Brontolone una fiala di vapore del "soffio del diavolo", Forzuto, Quattrocchi e Naturone la penna della coda di una "gru saltellante", la quale si trova sulla Montagna Malvagia. Quattrocchi perde la mappa affidatagli da Grande Puffo, ma Tontolone la trova e la riporta a Quattrocchi, quindi si unisce al gruppo. I quattro trovano la gru, che cattura Tontolone. Si avvicina il tramonto e Forzuto, Quattrocchi e Naturone tornano al villaggio senza la piuma. In quel momento Tontolone arriva sul posto con la piuma della gru: Grande Puffo può finalmente preparare la cura, così Baby Puffo e gli altri infetti guariscono.

## Il cavallino dai ferretti dorati
- Titolo originale: The Little Orange Horse with the Gold Shoes

### Trama
Puffetta vorrebbe cogliere i fiori "scarpanti" per ringraziare Calzolaio, ma in quel momento piove; poco dopo smette e compare l'arcobaleno. Fra le nuvole, nella terra del Mito, il dio fabbro Thor sta fabbricando i primi ferretti per il giovane cavallo alato Begliocchi, sotto lo sguardo compiaciuto della mamma. Il piccolo è contento perché finalmente potrà andare a scuola, ma la mamma gli raccomanda di non scivolare giù per gli arcobaleni perché finirebbe sulla terra che, sebbene gli umani non possano né vederlo né sentirlo, non è un posto sicuro. Gargamella intanto ha bisogno di un nuovo paio di scarpe, ma non può permettersi questa spesa; decide quindi di chiedere un prestito al suo padrino Baldassarre. Mentre Begliocchi va a scuola, vede il folletto Michele che cammina sull'arcobaleno con la sua pentola piena d'oro; disubbidiendo agli ordini della mamma, scivola incuriosito sulla terra dove incontra Puffetta, intenta a cogliere i fiori per Calzolaio. I due fanno subito amicizia, ma Begliocchi ha perso uno dei suoi ferretti dorati e Puffetta va a chiedere aiuto al villaggio. Nel mentre il cavallino resta solo e viene fiutato da Birba; inoltre Gargamella trova il ferretto perduto e lo porta alla sua stamberga, dove viene raggiunto da Baldassarre. Quella notte Begliocchi raggiunge Puffetta al villaggio e le racconta l'accaduto. Nel frattempo Baldassarre e Gargamella riportano il ferretto nella foresta e preparano una trappola. Puffetta consiglia al cavallino di andare a casa per tranquillizzare la mamma per poi tornare a riprendere il ferretto. Puffetta sale sulla groppa di Begliocchi, che inizia a volare, ma i due cadono nella trappola di Gargamella che, non riuscendo a vedere il cavallino, pensa assieme a Baldassarre che l'oro sia dei Puffi. Subito dopo Grande Puffo riceve una richiesta di riscatto in cambio dei "suoi" ferretti d'oro. Intanto Thor e la mamma di Begliocchi fanno tornare sulla terra il folletto Michele che si unisce a Grande Puffo per cercarlo. Puffetta finge un malore e riesce a farsi aprire la gabbia in cui è rinchiusa da Gargamella: lei e Begliocchi ne approfittano per fuggire e riprendersi il ferretto. Michele e Grande Puffo arrivano poco dopo sui bastioni del maniero dello stregone e scoprono quanto è accaduto. Il cavallino torna a casa e Puffetta viene accompagnata sull'arcobaleno dalla mamma di Begliocchi, la quale le confida delle parole magiche che permettono di rivedere il suo amico e possono essere pronunciate solo tre volte. Puffetta scivola lungo l'arcobaleno ringraziandola e cade addosso al folletto Michele che stava per tornare a casa.
Informazioni: In questo episodio ritroviamo il folletto Michele, conosciuto nell'episodio della terza stagione La festa dell'arcobaleno, in cui l'adattamento italiano ometteva il suo nome. Il cavallino alato era già apparso in un altro episodio di questa stagione intitolato Il ritorno di Begliocchi.

## Puffi mostri
- Titolo originale: Monster Smurfs

### Trama
I Puffi si travestono in occasione della festa dei fantasmi. Quattrocchi, approfittando dell'assenza di Grande Puffo, si introduce furtivamente nel suo laboratorio, dove crea una formula magica per trasformarsi in un mostro. Propone a tutti i Puffi di trasformarli ed essi accettano. La sera scoppia un temporale, che colpisce il fusto di un albero abbattuto trasformandolo in un mostro. Durante la festa, Grande Puffo fa ritorno al villaggio e, vedendo i Puffi trasformati in mostri, li ammonisce che non avrebbero dovuto usare la magia in sua assenza; intima quindi loro di recarsi nel suo laboratorio per tornare come prima. Quando è il turno del mostro nato dall'albero, l'antidoto non funziona ed i Puffi si allarmano. Il mostro rapisce Puffetta ma appare Birba; Puffetta crede inizialmente che fossero Sarto e Tontolone nel costume da Birba che avevano creato per la festa, ma scopre che è la vera gatta; il mostro la spaventa e salva Puffetta. I Puffi indossano i costumi che avevano creato inizialmente e la mattina dopo Madre Natura arriva al villaggio per dare il premio del miglior costume, assegnandolo a Sarto e Tontolone travestiti da Birba, dopodiché trasforma il tronco in un albero, di cui i Puffi decidono di prendersi cura.

## Incontri ravvicinati del puffo-tipo
- Titolo originale: The Bad Place
- Titoli ulteriori: Riedizione in DVD Incontri ravvicinati di puffotipo

### Trama
Di notte un UFO simile alla Luna lancia del fango addosso a Golosone, Sognatore e Quattrocchi; essi credono che il colpevole sia Burlone, ma il giorno dopo lo stesso UFO di prima atterra a Pufflandia. Mentre guarda nella "Luna", Tontolone viene risucchiato, così Grande Puffo, Quattrocchi, Minatore, Inventore e Brontolone entrano per salvarlo. Ricongiuntosi a Tontolone, il gruppo scopre incontra una famiglia di alieni sporchi di fango, chiamati "sudici", e apprende da essi che l'astronave si è rotta. Grande Puffo accoglie quindi gli extraterrestri al villaggio e ordina ai Puffi di farli sentire a casa, mentre l'astronave viene riparata. I sudici però causano dei problemi ai Puffi, quindi Grande Puffo dice ai suoi amici di insegnare agli alieni gli usi e costumi. Al momento della partenza, i sudici salutano i Puffi, mentre Contadino e Inventore li ringraziano per aver appreso che il fango è utile come fertilizzante e per fabbricare mattoni.

## I Puffi acchiappafantasmi
- Titolo originale: Smurfing for Ghosts

### Trama
Solfami è al Castello della Discordia, mentre Selwyn e Tallulah sono al congresso dei maghi. Quando sta per andare a dormire, il fantasma di suo zio Fenwick avverte il nipote che nella fortezza vi sono gli spiriti di altri parenti. Solfami chiede aiuto ai Puffi: Tontolone e Quattrocchi accorrono in aiuto al ragazzo. Tontolone risucchia il fantasma di Fenwick, così gli altri spettri passano al contrattacco. Alla fine si scopre che essi non sono cattivi: volevano fare una festa di compleanno per Fenwick.

## Il Castello della Discordia
- Titolo originale: The Gargoyle of Quarrel Castle

### Trama
Mentre Selwyn e Tallulah litigano, Drughi si allontana dal Castello della Discordia e va dai Puffi, con cui fa subito amicizia. Dopo aver gettato la palla in un cunicolo, Drughi torna al castello per recuperarne un'altra; non si accorge di aver preso la sfera d'idra. Quando il draghetto ritorna, Grande Puffo accetta di ospitarlo al villaggio. Più tardi il gruppo riprende a giocare e, quando Drughi tira un calcio alla "palla", da essa fuoriesce in un'idra a tre teste, che insegue i Puffi. Per fortuna arrivano Selwyn e Tallulah, che fanno tornare il mostro nella sfera e si riprendono Drughi.

## Puffiplicazione
- Titolo originale: Smurfiplication

### Trama
Gargamella costruisce una macchina in grado di creare cinque duplicati dello stesso essere vivente. Cattura poco dopo Quattrocchi e ne crea cinque copie, con lo scopo di estrarne l'oro. I sei Puffi, poco dopo, riescono a fuggire e tornare al villaggio. Dopo aver cercato invano di risolvere il problema, Grande Puffo decide di portare Quattrocchi e le copie al laboratorio di Gargamella, al momento assente. L'anziano Puffo riesce nell'intento, ma in quel momento Gargamella torna; i due Puffi riescono a fuggire e lo stregone cade vittima del suo stesso macchinario: all'inizio è contento di poter catturare più facilmente i Puffi, ma poco dopo, a causa di un incantesimo, tutto torna come prima.

## Il destino di Gargamella
- Titolo originale: Gargamel's Misfortune

### Trama
Gargamella riceve la visita di Esmeralda Fortunella che, imbrogliando lo stregone con la complicità del suo aiutante, si spaccia per una chiromante. Ella afferma che il mago, per catturare i Puffi, dovrà infilare nel buco di una quercia macchiata un sacco pieno d'oro. Lo sgherro di Esmeralda dipinge un albero di pois gialli, attirando Puffetta e Sognatore, che si nascondono al suo interno. Quando Gargamella mette nel buco della pianta un sacco pieno di pietre dipinte di giallo, i due Puffi escono dall'albero, ma vengono catturati dallo stregone. Mentre i Puffi vanno in salvataggio dei loro amici rapiti, Esmeralda scopre l'inganno e decide di vendicarsi. Grande Puffo incontra Esmeralda e stipulano un accordo: egli la aiuterà a tornare da Gargamella e la donna aiuterà l'anziano Puffo a liberare i due prigionieri. Esmeralda e i Puffi spaventano Gargamella facendogli credere che, se ucciderà i Puffi, sarà perseguitato dalle loro anime. Lo stregone fugge terrorizzato, così Sognatore e Puffetta possono tornare a casa.

## Puffosamente tua
- Titolo originale: Smurfily Ever After

### Trama
Laconia riceve da Tronchetto una proposta di matrimonio, a cui risponde di sì col linguaggio dei segni. Insieme chiedono a Grande Puffo di sposarli e a Puffetta da fare da damigella. Malgrado i due vorrebbero un matrimonio senza sfarzi, Puffetta coinvolge gli altri Puffi per i preparativi di un'opulenta cerimonia nuziale. A Tontolone viene dato l'incarico di distribuire gli inviti. La sua prima tappa è dai folletti dei salici che lo aiutano nello smistamento delle buste, ma una viene perduta e finisce nelle mani di Gargamella che finalmente sa dove poter trovare tutti i Puffi contemporaneamente. Intanto Puffetta si domanda se anche lei troverà la sua anima gemella e immagina quale Puffo possa diventare suo marito, ma le caratteristiche di ognuno di loro le appaiono come ostacoli insormontabili. Solo Grande Puffo le spiega che scoprirà di aver incontrato il Puffo giusto quando anche i suoi difetti le piaceranno. Gargamella costruisce un organo magico con cui evoca gli spiriti musicali dei demoni del passato, grazie ai quali suona una musica terrificante capace di ipnotizzare i Puffi. Spacciandolo come un regalo di Madre Natura, inizia a suonare durante la cerimonia e tutti cadono in trance per poi dirigersi verso un calderone tra le fiamme. Solo Laconia non può udire le note infernali e salva Puffetta legandole un cuscino sulle orecchie. Insieme lanciano la torta nuziale sulle canne dell'organo che vengono otturate dalla sua crema. Grande Puffo e gli altri si ridestano e fuggono appena in tempo, prima che lo strumento esploda scaraventando Gargamella e Birba nel laghetto davanti alla loro casa. Puffetta scoppia a piangere vedendo che tutti i suoi addobbi sono andati distrutti, ma Grande Puffo le fa notare come a Laconia e Tronchetto non importi perché a entrambi basta il loro amore. Puffetta capisce di aver sbagliato a cercare il Puffo perfetto quando la prima ad essere imperfetta è lei. I due elfi si sposano come desideravano dal principio, con una cerimonia senza sfarzi, in cui si scambiano le promesse col linguaggio dei segni.
Informazioni: In questo episodio speciale si scopre che Laconia, l'elfo muto dei boschi conosciuto in Il Puffo senza voce della terza stagione, è anche sorda.